# 張成吉
張 成吉（チャン・ソンギル、朝鮮語: 장성길、1939年1月13日 - 2006年7月）は、朝鮮民主主義人民共和国の軍人、政治家。第820戦車軍団政治委員、人民武力省革命事績館長などを歴任。朝鮮人民軍における軍事称号（階級）は中将。朝鮮民主主義人民共和国国防委員会副委員長などを務めた張成沢は弟。朝鮮人民軍次帥の張成禹は兄。

## 経歴
1939年に、日本統治下の平安南道平壌府で生まれた。1981年に朝鮮人民軍大佐として、第2軍団副団長に就任した。1982年に第13師団長、1985年に少将に昇進し、第32師団長に就任した。1992年には中将に昇進し、第4軍団副団長に就いた。1996年に第105戦車師団師団長、第820戦車軍団政治委員に就任した。人民武力省革命事績館長に就任しているが、就任時期は不明。2006年7月11日に朝鮮中央通信によって死亡したことが報じられた。日時や原因は不明。金正日総書記から花輪が贈られた。息子が2人いたが2人とも事故で死亡したという。
2013年12月に弟の張成沢が粛清されたのは、成吉と兄の張成禹の死が要因の一つだという。

## 参考サイト
북한정보포털